# Paché Vargas
Justo Leónidas Vargas (Puerto Cumarebo, Falcón; 22 de abril de 1914-20 de octubre de 1976), más conocido como Paché Vargas, fue un músico venezolano, compositor del tema Qué lindo es viajar a Cumarebo, considerado el himno del municipio Zamora.

## Biografía
Fue hijo del coronel Justo Vargas y de María Cabrera de Vargas.
A los doce años comenzó a cantarle a la Santísima Cruz de Mayo y a componer alegorías para los testamentos de Judas cada Domingo de Resurrección, acompañado por un cuatro que luego cambió por un violín. A los 17 años compuso el tema Qué lindo es viajar a Cumarebo, que según el decreto de la Cámara Municipal Zamorana de 1955, debe ser interpretado obigatoriamente al culminar las sesiones solemnes de la municipalidad. Vargas desarrolló una carrera artística enfocada en composiciones dedicadas a Cumarebo, sus sectores y sus mujeres. En 1936 grabó un disco 45 y un larga duración (LP) titulado El Inolvidable Paché Vargas. Su segundo LP lo dedicó a la ciudad de Coro. 
Aparte de la música, trabajó como tipógrafo, enfermero, chofer, gerente de un comedor popular y de jefe civil. En Cumarebo, se le considera como uno de los grandes personajes de su historia, y en 1997, la Alcaldía del Municipio Zamora le erigió una estatua en la Avenida Bella Vista, frente al Comando de la Guardia Nacional de Cumarebo.
Murió a los 62 años.